# ویلیام مارشال
ویلیام مارشال (انگلیسی: William Marshall؛ ۱۶ ژانویهٔ ۱۸۸۵ – ۲۵ آوریل ۱۹۴۳) فیلم‌بردار اهل ایالات متحده آمریکا بود.
از فیلم‌ها یا مجموعه‌های تلویزیونی که وی در آن‌ها نقش داشته است، می‌توان به دختر خدایان، هولا، شیخ، آمازون‌ها و غزل غزل‌ها اشاره نمود.